# Albert Finch
Albert Finch (* 16. Mai 1926 in Croydon, England; † 23. Januar 2003) war ein britischer Boxer.

## Werdegang
Albert Finch wurde nach kurzer Amateurzeit zu Beginn des Jahres 1945 Profiboxer. Er entwickelte sich mit dem Trainer Ed Buckingham im Laufe seiner Karriere zu einem hervorragenden Techniker, dem manchmal die nötige Härte, aber nie ein großer Kampfeswille und Mut fehlte. Finch begann als Weltergewichtler, wuchs aber später in das Mittelgewicht und das Halbschwergewicht hinein und scheute sich auch nicht gegen Schwergewichtler anzutreten.
Seinen ersten Kampf bestritt er am 14. August 1945 in London und kämpfte dabei gegen Eddie Starrs unentschieden. Nach 13 gewonnenen Aufbaukämpfen, die alle in London stattfanden, bezog er am 25. März 1946 in London von Harry Watson seine erste Niederlage, die allerdings wegen einer Augenbrauenverletzung von ihm zustande kam. 1946 und 1947 bestritt er insgesamt 26 Kämpfe, von denen er 21 gewann. Die Gegner, die er dabei schlug, sind heute in der Boxwelt alle ohne Bedeutung. Am 8. Juni 1948 gelang Albert Finch aber ein Sieg über einen künftigen Weltmeister. Es war Randy Turpin, den er in London über acht Runden sicher nach Punkten schlug. Turpin stand zwar erst am Anfang seiner Boxerkarriere, war aber immerhin schon britischer Meister der Amateurboxer im Mittelgewicht gewesen.
Am 11. Oktober 1948 gewann Albert Finch in London durch einen Punktsieg über 12 Runden über Mark Hart die Meisterschaft von Südengland im Mittelgewicht. Am 24. Januar 1949 scheiterte er dann bei dem Versuch auch auf dem europäischen Kontinent bekannt zu werden, denn er verlor gegen Luc van Dam aus Belgien in London nach Punkten.
Am 20. Juni 1949 erhielt Albert Finch die Chance in Birmingham im Kampf gegen Dick Turpin, den älteren Bruder von Randy Turpin, britischer Meister im Mittelgewicht zu werden und auch den British Empire Middleweight Title zu gewinnen. Dick Turpin gewann aber in 15 Runden knapp nach Punkten. Die Revanche, bei der es nur um die britische Meisterschaft im Mittelgewicht ging, fand am 24. April 1950 in Nottingham statt. Albert Finch gelang es, diesen Kampf, der wieder über die volle Distanz von 15 Runden ging, nach Punkten zu gewinnen. Er war damit britischer Meister im Mittelgewicht.
Am 17. Oktober 1950 verteidigte Albert Finch diesen Titel gegen den inzwischen zu einem Weltklasseboxer herangereiften Randy Turpin und verlor durch K. o. in der 5. Runde. Am 16. Oktober 1951 bot sich Albert Finch, inzwischen ins Halbschwergewicht aufgerückt, noch einmal die Chance, britischer Meister und British Empire Champion zu werden. In London unterlag er aber gegen Don Cockell durch K. o. in der 7. Runde. Seinen letzten Kampf um die britische Meisterschaft im Halbschwergewicht bestritt Albert Finch am 9. November 1954 gegen Alex Buxton. Aber auch gegen diesen Fighter verlor er durch K. o. in der 8. Runde.
In den nächsten Jahren kämpfte Albert Finch auf vielen Schauplätzen in England und dem europäischen Kontinent. Er gab dabei bei jedem Kampf sein bestes, musste aber, da er gegen viele europäische Spitzenboxer antrat, auch einige Niederlagen einstecken. Bemerkenswerte Siege feierte er am 25. April 1953 in St. Nazaire gegen den französischen Meister im Halbschwergewicht Charles Colin, am 23. Februar 1954 gegen den Schwergewichtler Joe Bygraves und gegen seine Landsleute Fred Powell, Arthur Howard und Jim Cooper. Niederlagen musste Albert Finch unter anderem von den Deutschen Gerhard Hecht und Erich Schöppner, beides langjährige Europameister im Halbschwergewicht, einstecken. Er verlor auch noch gegen den starken Niederländer Wim Snoek, seinen Landsmann Ron Barton und am 17. März 1968 gegen Noel Trigg aus England. Nach der K.-o.-Niederlage gegen Trigg in der 3. Runde beendete er seine Boxerlaufbahn.